# Сухари (Могилёвская область)
Сухари́ (бел. Сухары́) — агрогородок в составе Сухаревского сельсовета Могилёвского района Могилёвской области Беларуси. Административный центр Сухаревского сельсовета.

## География

### Гидрография
Расположен на реке Реста.

## История

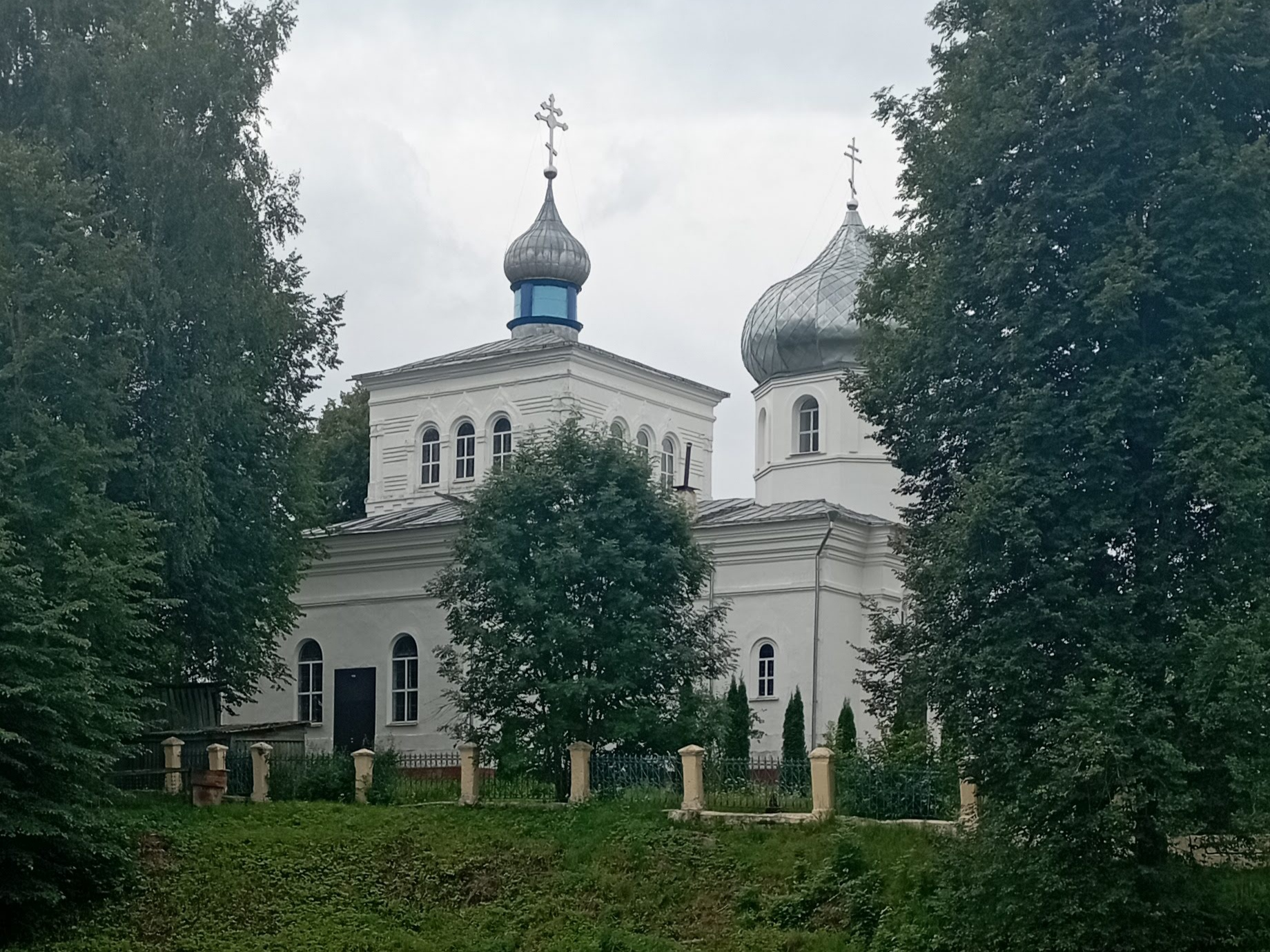
Свято-Успенская церковь

Сухари — один из самых старинных населенных пунктов Могилёвщины, впервые упоминается в 1560 году как государственное село Могилёвской волости. В XVI—XVIII столетиях деревня носила название Сухаревичи и принадлежала Могилёвской королевской экономии. О последнем их владельце оставил свидетельство известный бел. Этнограф и историк, автор очерков «Живописной России», уроженец Могилёвщины Адам Киркор: «Сухари или Сухаревичи принадлежали к Могилёвскому замку. У меня хранится грамота короля Сигизмунд II Август от 30 ноября 1569 года, данная Павлу Киркору, коею дарится ему местность в Сухаревичах при реке Бася. За его воинские заслуги, и, что любопытнее, — за то, что он владел иностранными языками….».
В 1784 году Сухари уже местечко с 730 жителями, из которых православных — 393 и евреев — 337.
По инициативе евреев здесь в ноябре 1929 года был создан колхоз «Коммунистический манифест», который возглавил могилевский рабочий, 25-тысячник Аранзон. Первыми колхозниками были Моисей Дудкин, Рохля Мераминская, Янкель Данилович и другие.
 Во время фашистской оккупации деревня сожжена, а после войны отстроена вновь. В боях за её освобождение погибли 114 воинов Красной армии, которые похоронены в братской могиле в центре деревни. Среди них — Герой Советского Союза Михаил Терещенко, в честь которого на здании школы установлена мемориальная доска.
Сухаревская среднеобразовательная школа названа в честь Героя Советского Союза Юрия Михайловича Двужильного. В ней имеется музей воинской славы памяти бойцов Великой Отечественной войны, с экспозициями в честь Юрия Михайловича, его невесты до войны Волошиной Веры , Космодемьянской Зои. Капитан Двужильный, Юрий Михайлович отличился при освобождении Могилёвской области. 23 и 24 июня 1944 года батальон Двужильного севернее города Чаусы форсировал реки Проня и Бася, с боями взял позиции противника, освободил деревни Сусловка и Поповка, которые находятся неподалеку от деревни Сухари.
В 1891 году в Сухарях построили Успенскую церковь, которая до сих пор действует. Храм является памятником эклектической архитектуры с элементами псевдовизантийского стиля.
В 2008 году деревня Сухари преобразована в агрогородок.
с 2015 года приходом православной церкви и добровольцами началось строительство часовни, купели и источника в 600 м от Успенской церкви на р. Реста.

## Население
- 2000 год — 236 дворов, 616 жыителей
- 2002 год — 230 дворов, 610 жителей
- 2007 год — 218 хозяйств, 581 жителей
- 2009 год — 552 жителей
- 2019 год — 599 жителей

## Достопримечательность
- Свято-Успенская церковь (1891)[4][5] —  Историко-культурная ценность Республики Беларусь, шифр 513Г000498.
- Часовня Успения Пресвятой Богородицы (2016).
- Еврейское кладбище (XIX—XX вв.).
- Братская могила советских воинов —  Историко-культурная ценность Республики Беларусь, шифр 513Д000499.
- Памятный знак погибшим евреям.
- Памятник жертвам нацизма.
- Парк имени Ю. М. Двужильного.

## Галерея

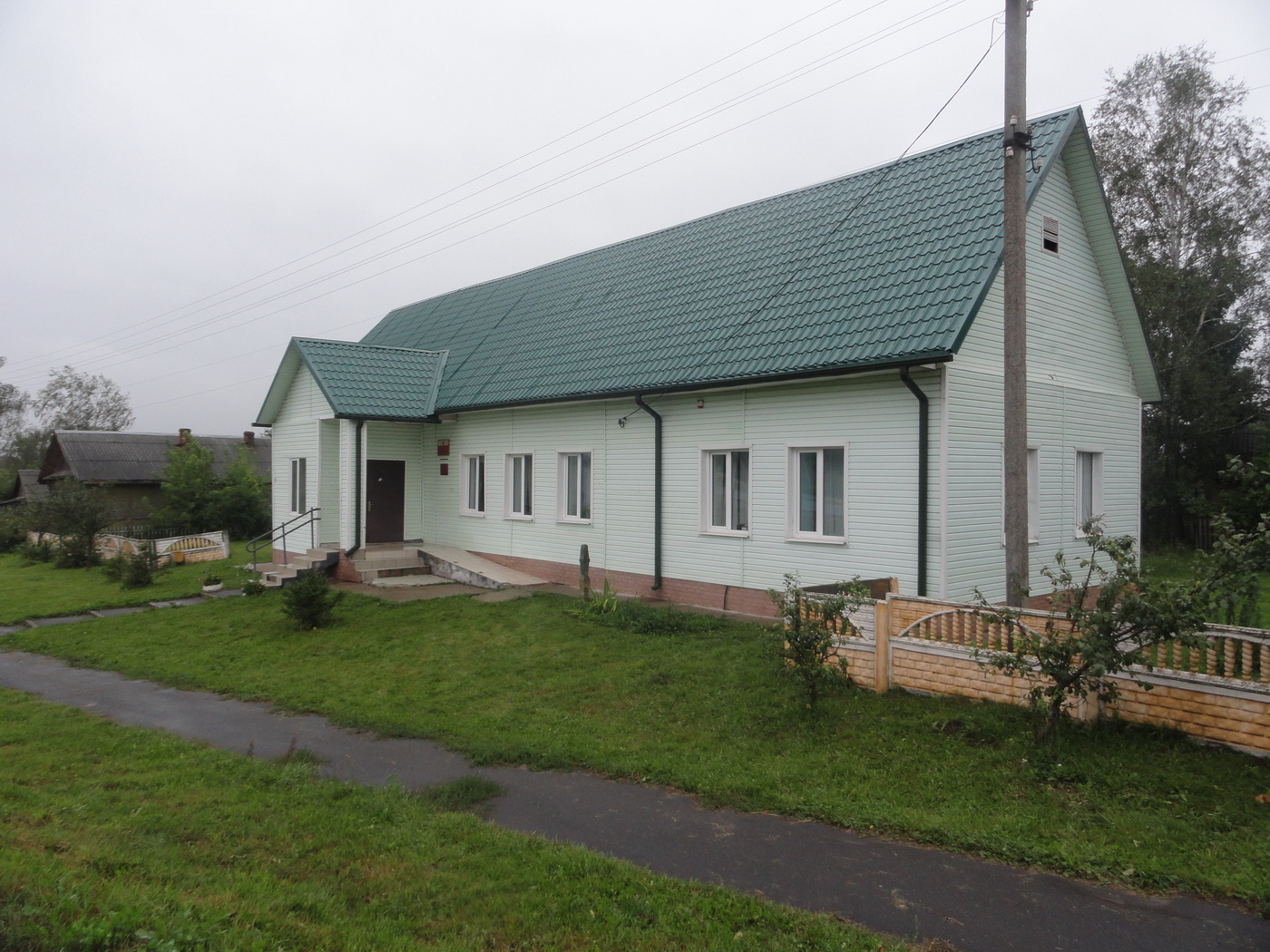
Панорама
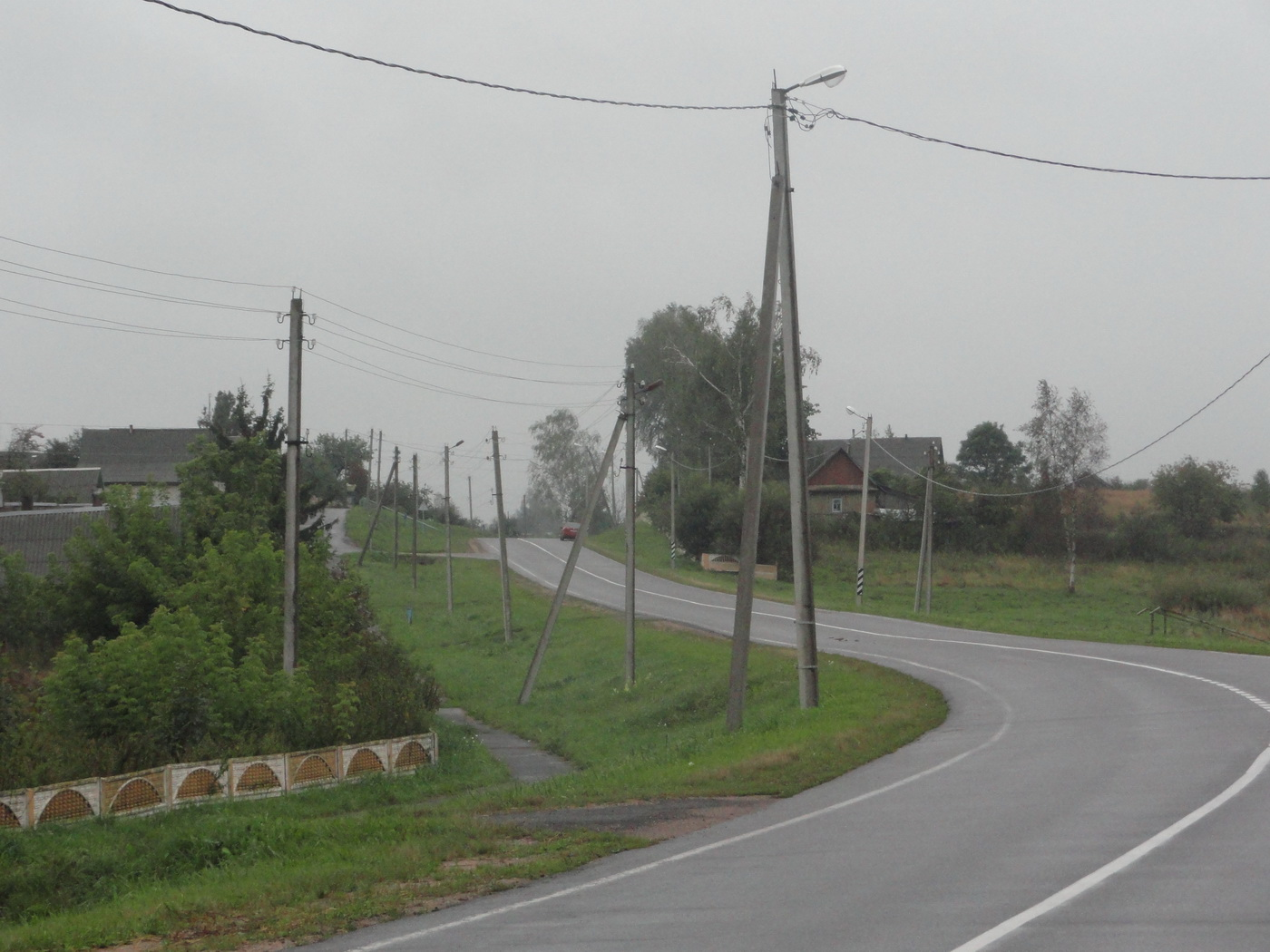
Панорама
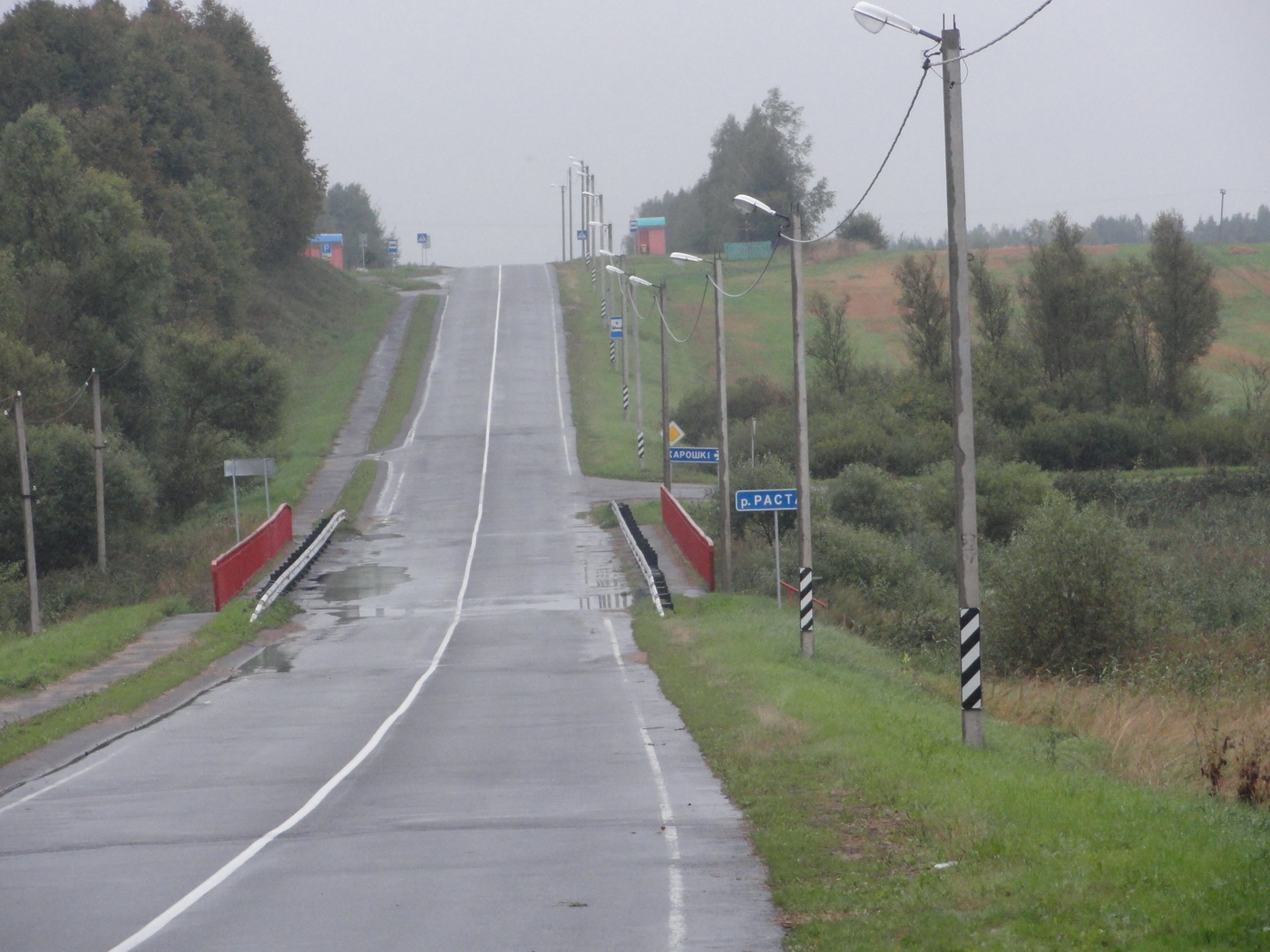
Панорама
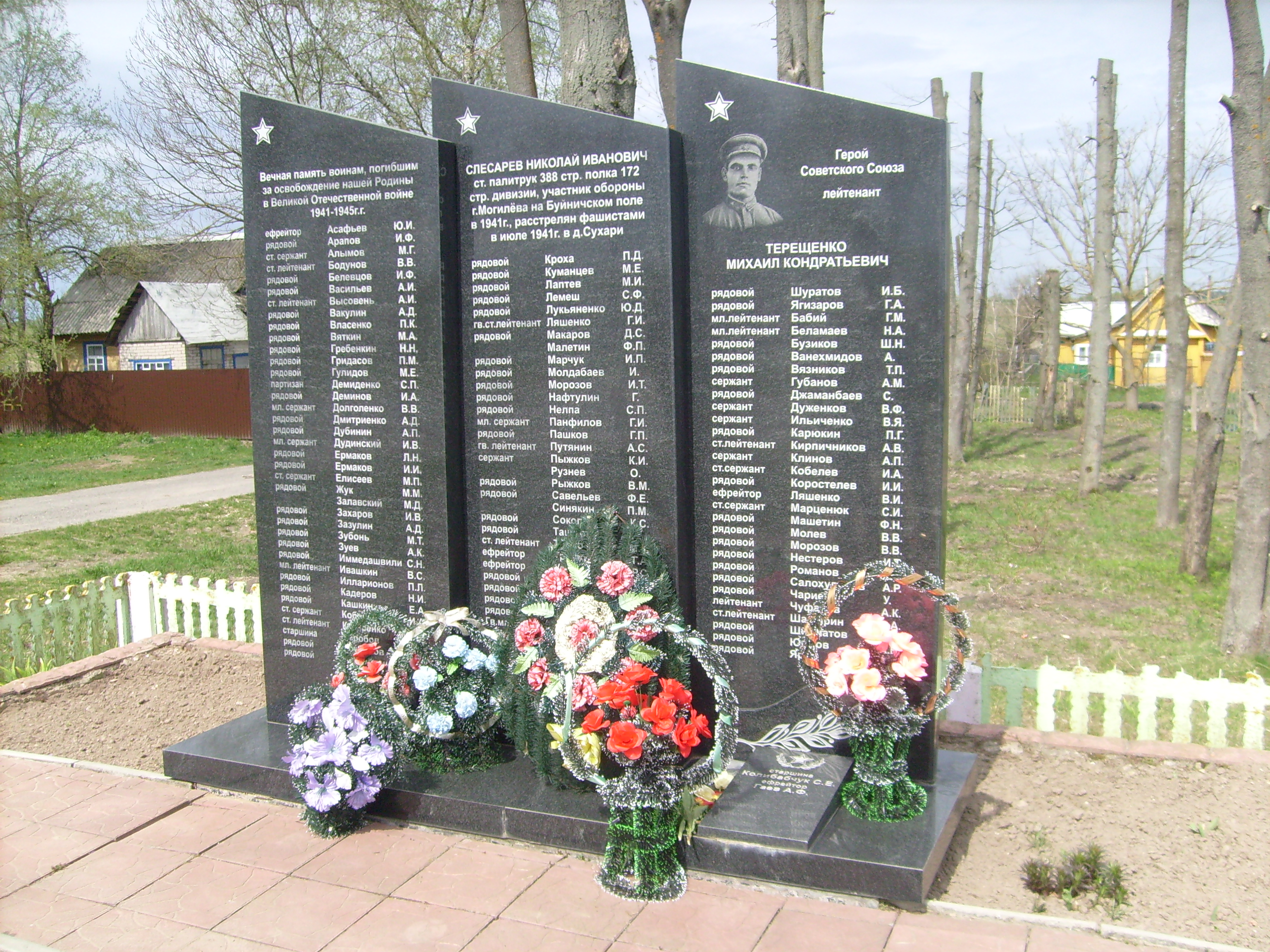
Памятник на братской могиле советских воинов
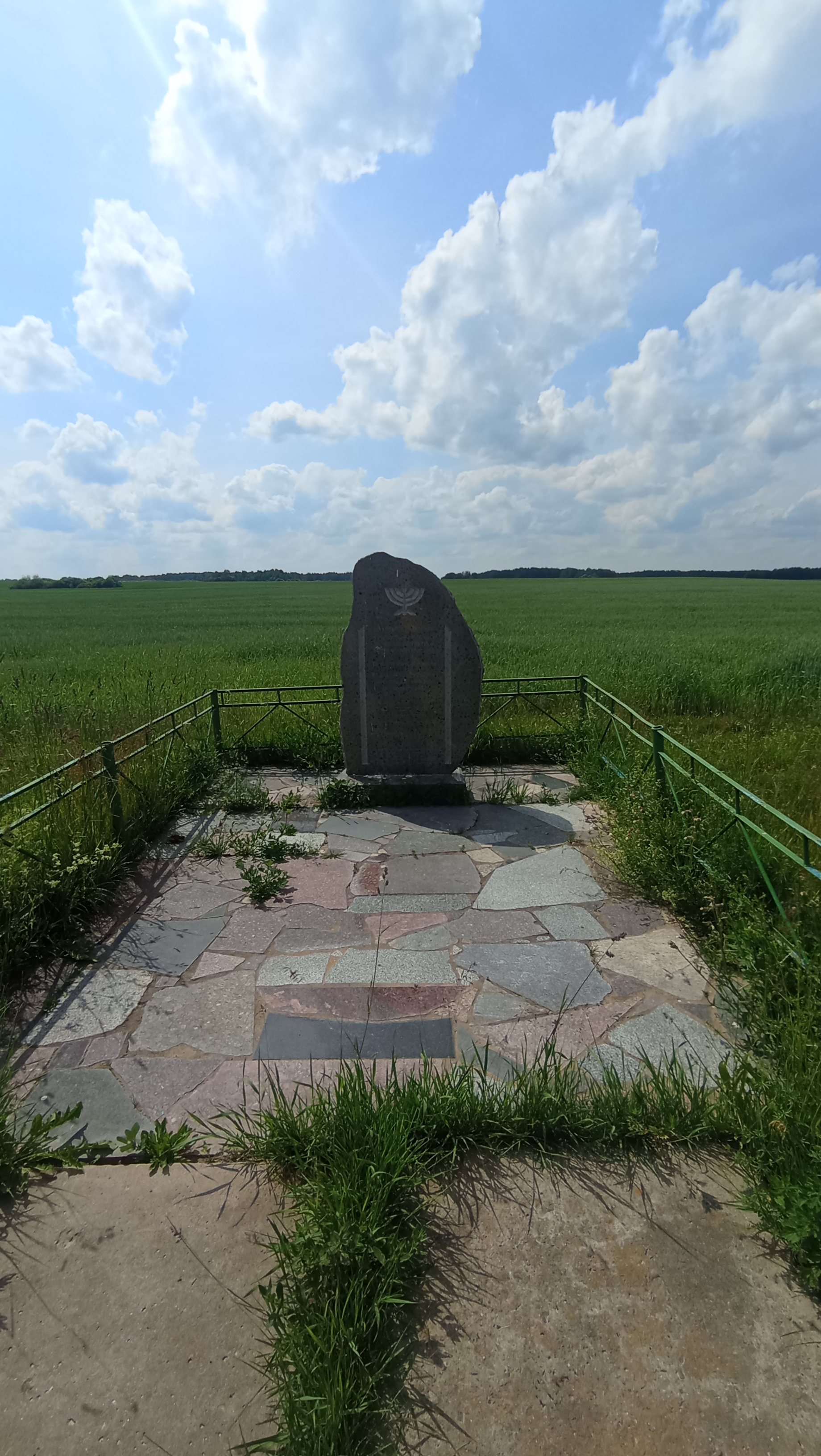
Памятник жертвам нацизма
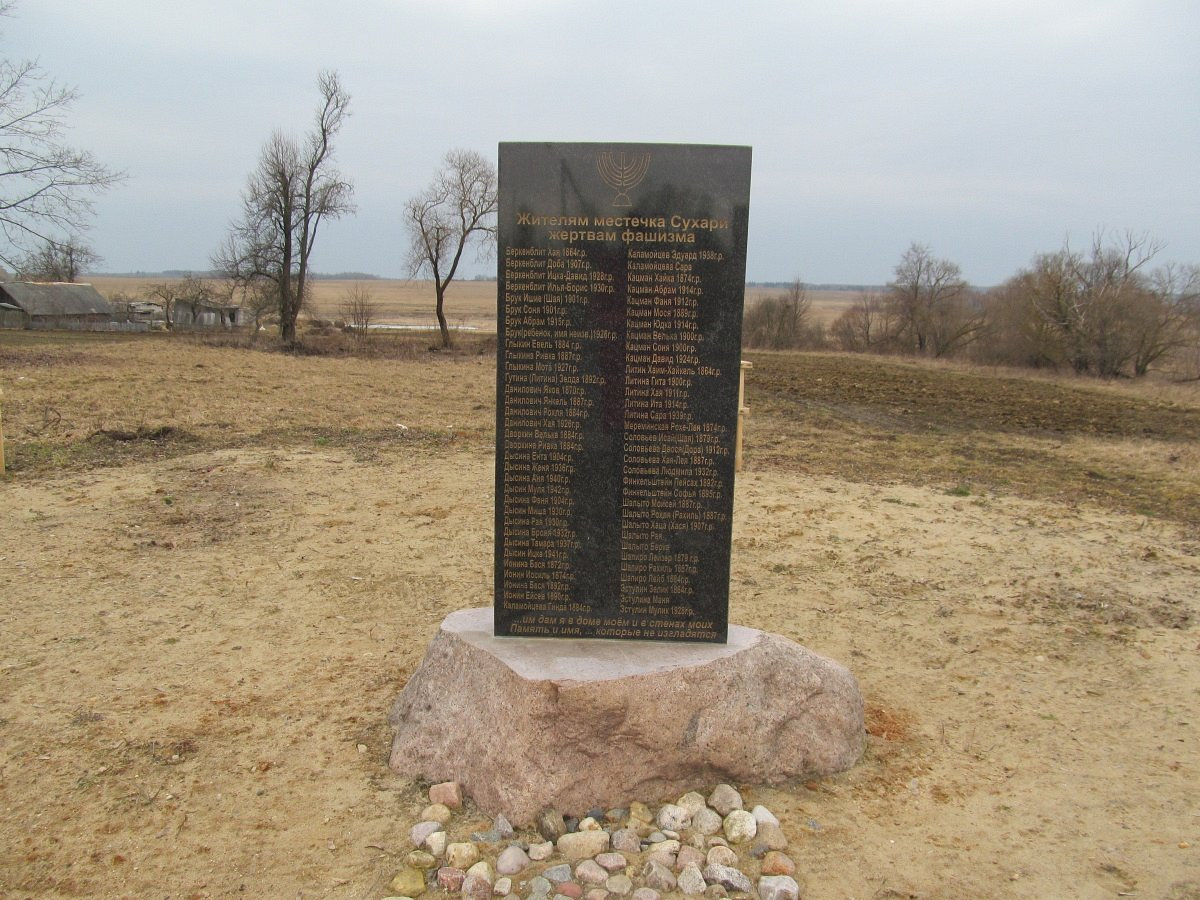
Памятный знак погибшим евреям
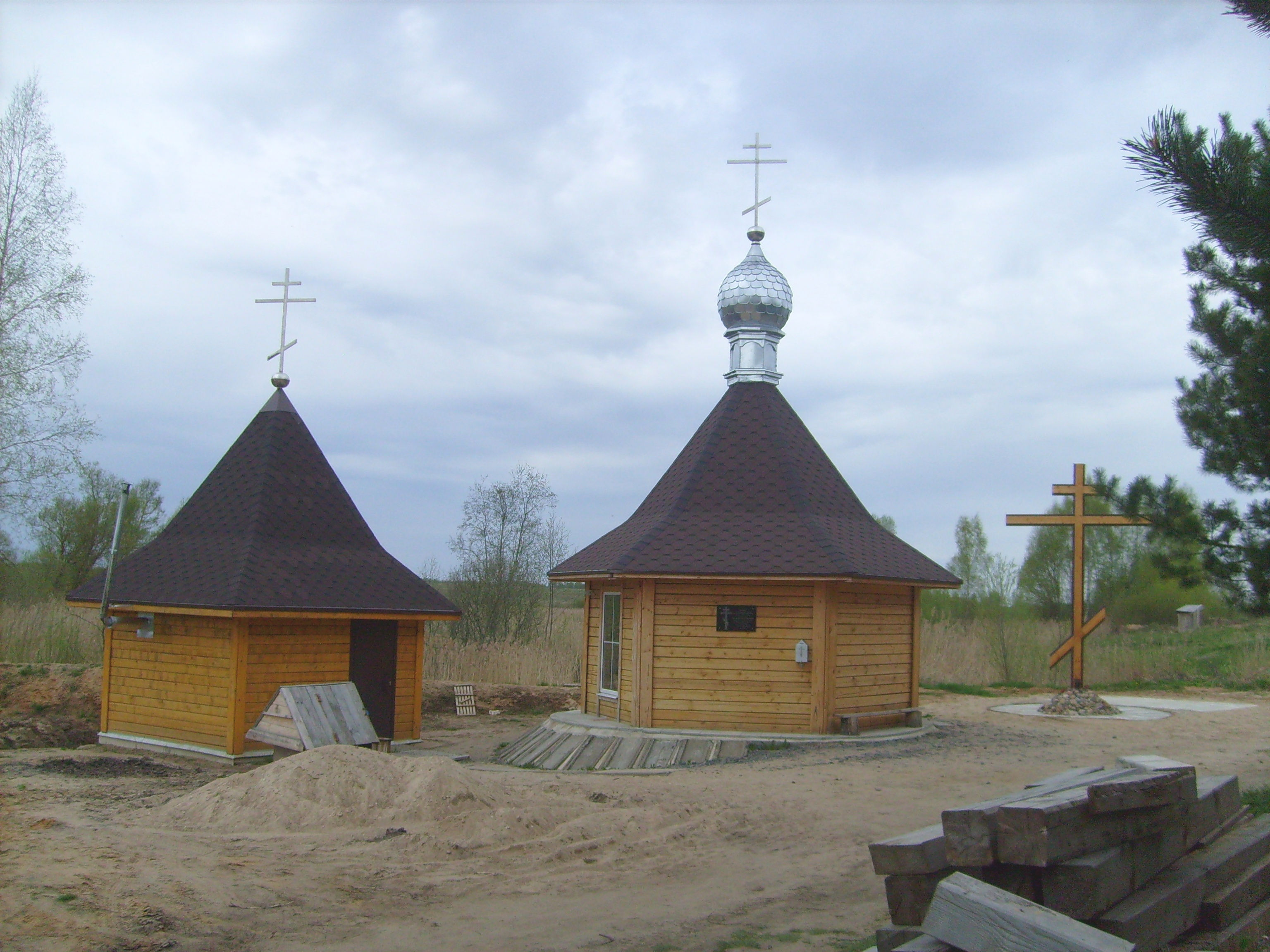
Часовня Успения Пресвятой Богородицы
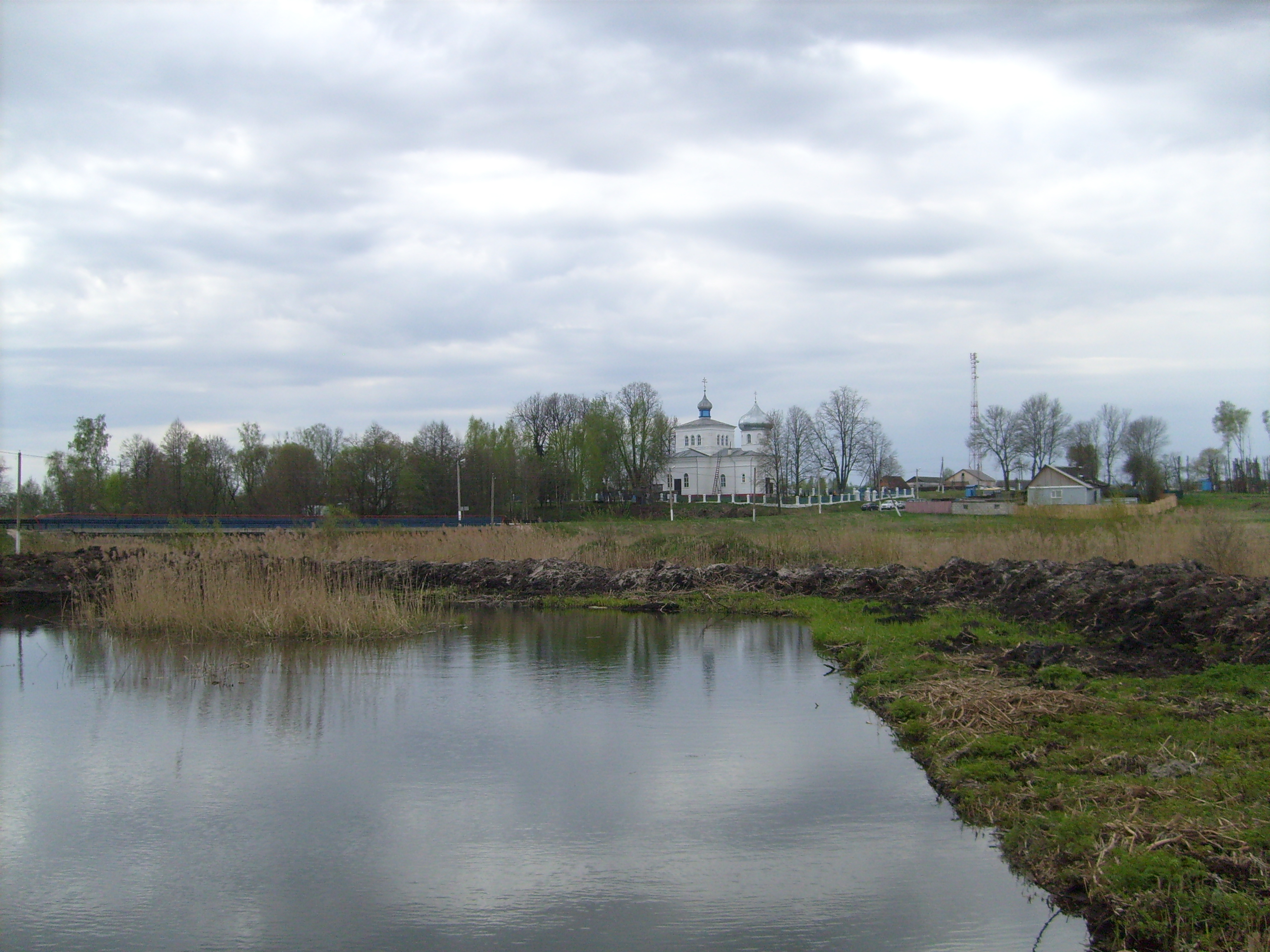
Панорама